# Colonie de New Haven
 (décembre 2023).
Si vous disposez d'ouvrages ou d'articles de référence ou si vous connaissez des sites web de qualité traitant du thème abordé ici, merci de compléter l'article en donnant les références utiles à sa vérifiabilité et en les liant à la section « Notes et références ».
1638–1664
Entités suivantes :
- Colonie du Connecticut

La colonie de New Haven était un établissement colonial anglais en Amérique du Nord entre 1637 et 1662, dans l'actuel Connecticut.

## La colonie Quinnipiac
Un ministre puritain du nom de John Davenport reconduisit ses ouailles depuis leur exil aux Pays-Bas en Angleterre et finalement en Amérique au printemps 1637. Le groupe arriva à Boston avec le bateau Hector le 26 juin, mais décidèrent de s'en aller, en raison de leur impression que la colonie de la baie du Massachusetts suivait une conduite relâchée en termes de pratique religieuse.
Cet automne là, Theophilus Eaton conduisit une mission d'exploration sur le rivage Nord du détroit de Long Island à la recherche d'un emplacement convenable. Il acheta des terres aux Indiens dans les bouches de la rivière Quinnipiac. Au printemps 1638, le groupe s'installa, et le 14 avril, ils créèrent leur New Haven sur les rives du Connecticut. Le site semblait idéal pour le négoce avec un bon port entre Boston et Nouvelle-Amsterdam avec un accès aux fourrures de la vallée de la rivière Connecticut. Cependant, alors que la colonie réussissait comme Établissement et en tant qu'expérience religieuse, son futur de centre commercial devait prendre quelques années.
En 1639, ils adoptèrent un ensemble d'articles fondamentaux sur leur gouvernement, en partie comme résultat d'une action semblable menée dans les villes au long de la rivière. Un conseil de gouvernement de sept personnes fut mis en place, Eaton étant chef magistrat et Cunningham pasteur. Les articles exigeaient que « ...la parole de Dieu sera la seule règle... » et placé même au-dessus de tradition anglaise de la common law. Puisque la Bible ne contenait aucune référence au procès par un jury, ils le supprimèrent et le conseil siégea en formation de jugement. Seuls les membres de leur congrégation étaient éligibles.

## L'expansion de la colonie de New Haven

### La confédération des colonies unies de Nouvelle-Angleterre
Le succès de la colonie attira rapidement d'autres croyants, ainsi que des adeptes non puritains. Ils s'accrurent par la création de nouvelles villes (appelées alors des plantations) : Milford et Guilford en 1639, Stamford et Southold le long du rivage formant en 1640 les parties initiales de la confédération qui s'appela « les colonies unies de Nouvelle-Angleterre ».
Branford se joignit en 1643 et fut la dernière « plantation » entrant dans la confédération de New Haven. Ils établirent leur gouvernement similaire à celui du Massachusetts tout en maintenant une adhésion stricte à la discipline puritaine.

### New Jersey, Philadelphie et l'océan Pacifique
En 1641, la colonie revendiqua les territoires actuellement le Sud du New Jersey et Philadelphie après avoir acquis la région au Sud de Trenton le long de la rivière Delaware auprès de la tribu indienne Lenapes. Parmi les communautés qui furent créées, figurent Cape May (New Jersey) et Salem (New Jersey). 
Le traité qui ne plaçait aucune limite à l'Ouest du Delaware devint la base légale pour la revendication d'un Connecticut « de la mer à la mer » sur la possession de toutes les terres sur les deux rives du Delaware de l'Atlantique au Pacifique. 
En 1642, cinquante familles, avec un bateau piloté par le capitaine Lamberton, s'établirent sur les bouches de la rivière Schuylkill et créèrent un poste de négoce qui devint Philadelphie. Les Hollandais et les Suédois qui vivaient dans la région brûlèrent leurs bâtiments. Une cour suédoise condamna Lamberton pour « violation de propriétés et conspiration avec les Indiens ».
La colonie New Haven ne recevra aucun support des dirigeants de la Nouvelle-Angleterre ni du gouverneur puritain John Winthrop qui déclara la colonie du Delaware « dissoute » en raison des maladies et de la mortalité de l'été".

### Le Vaisseau Fantôme
Dans les premières années, la Colonie avaient seulement des navires pour caboter. Le commerce avec l'Angleterre était effectué à travers la colonie de la baie de Massachusetts, en tant qu'intermédiaire. En 1645, la Colonie construisit un navire de 80 tonnes, capable de traverser l'océan, avec Lamberton comme capitaine. Le navire disparut en 1646.
Selon la légende, une années et demi plus tard, en 1647, à la suite d'une tempête, le navire réapparut à l'horizon. Les habitants sur le rivage dirent avoir reconnu leurs amis sur le pont. Les mats du bateau s'abattirent, les passagers furent jetés à l'eau et le navire fut décapité. 
En 1858, le poète américain Henry Wadsworth Longfellow publia le poème Le Vaisseau fantôme:
| A ship sailed from New Haven, And the keen and frosty airs, That filled her sails at parting, Were heavy with good men's prayers. "O Lord! if it be thy pleasure"-- Thus prayed the old divine-- "To bury our friends in the ocean, Take them, for they are thine!" But Master Lamberton muttered, And under his breath said he, "This ship is so crank and walty I fear our grave she will be!" | Un navire quitta New Haven, Et les airs vifs et glacés, Gonflant les voiles lors des adieux, Étaient lourds des prières des braves, « Oh Seigneur ! Si tel est Ton plaisir » Disait le vieux prêtre dans sa prière, « D'ensevelir nos amis dans l'océan, Prends les, car ils sont à Toi ! » Mais maitre Lamberton, grommelant À voix basse, murmura « Ce navire est si boiteux, si bancal, Que c'est lui, je le crains, qui sera notre tombeau ! » |

Les désastres de Philadelphie et le naufrage du bateau affaiblirent les positions de la colonie dans les négociations.

## La fusion avec la colonie du Connecticut

### Les juges régicides
Eaton resta gouverneur jusqu'à sa mort en 1658, puis le commandement fut transféré à Francis Newman, et enfin William Leete en 1660. 
En 1661, les juges qui avaient voté la peine de mort de Charles Ier d'Angleterre en 1649 furent recherchés par Charles II. Deux d'entre eux, le colonel Edward Whalley et le Colonel William Goffe, s'enfuirent à New Haven pour se protéger des forces royales. John Davenport s'assura que ces « régicides » se cachent dans les collines au nord-ouest de la ville.

### La fusion
Une compétition difficile présidait aux relations avec les autres établissements du Connecticut centrés sur Hartford. La colonie publia un code légal complet en 1656, mais la loi restait très focalisée sur les préceptes religieux. Une différence majeure entre la colonie de New Haven et celle de Connecticut provenait de ce que cette dernière autorisait d'autres églises d'exister sur la base d'une « dissidence douce » contrairement à la position dure à New Haven qui n'autorisait que la religion puritaine.
Une charte royale fut accordée au Connecticut en 1662, et l'ère de New Haven en tant que colonie indépendante s'acheva et ses villes furent placées sous l'autorité du gouvernement de la colonie du Connecticut en 1665.
Beaucoup de raisons expliquèrent cette perte d'autonomie, dont la disparition de son puissant gouverneur Eaton, les désastres économiques entrainé par la perte de son seul navire de haute mer et le désastre de Philadelphie. Il y eut aussi les conséquences de l'affaire des régicides. La Colonie fut démantelée par le roi Charles II à titre de punition alors qu'à la même période, l'étoile de celle du Connecticut brillait de plus en plus.

### Newark
Un groupe de colons de New Haven conduit par Robert Treat quittèrent la ville pour fonder une nouvelle communauté au New Jersey en 1666. Treat voulait prendre le même nom que Milford, Connecticut. Cependant Abraham Pierson leur demandèrent d'utiliser le nom de « New Ark » ou « New Work », qui se transforma en Newark.